# Tõlli (Lääne-Saare)
Tõlli est un village de la commune de Lääne-Saare du comté de Saare en Estonie.
Au 31 décembre 2011, il compte 37 habitants.